# Dana Fikelmon

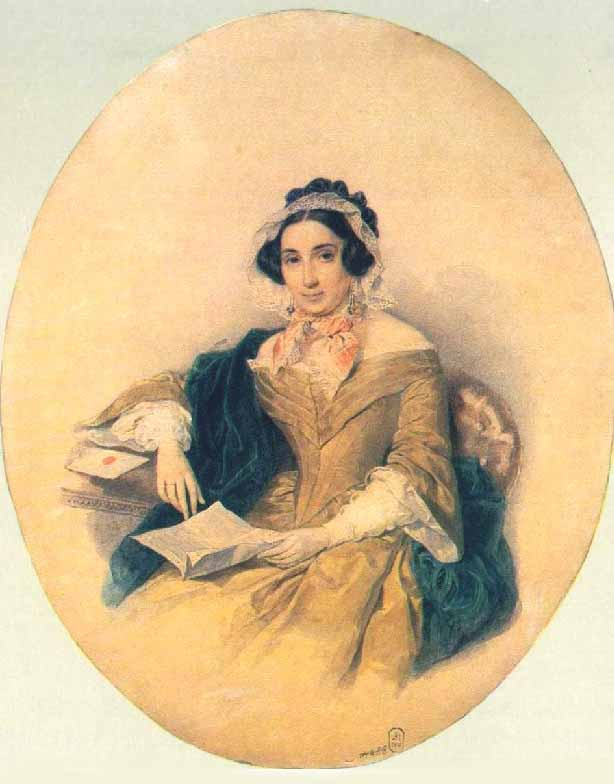
Dana Fikelmon av Piotr Sokolov.

Dana Fikelmon, född 1804, död 1863, var en rysk författare och salongsvärd, även känd som Dolly Fikelmon. Hon höll salong i Sankt Petersburg 1829-38.  